# バーラト重電機
バーラト重電機（英語：Bharat Heavy Electricals Limited、BHEL。バーラト・ヘビー・エレクトリカルズ）は、インドデリー首都圏ニューデリーに本社を置く国営企業の総合電機機器製造会社。
インド国内最大手の重電メーカーであり、またKarvyによれば世界第12位の電気機器メーカーとなっている。

## 概要
国営のエネルギーおよびインフラ企業として半世紀前に設立される。1971年に黒字に転換し継続的に利益を上げて以来、1976年から1977年にかけては株式配当が支払われた。主たる内容としては発電事業、工業系事業、海外向け事業の3本柱で展開しており、変速機、輸送器、電気通信、再生可能エネルギー、各種ボイラー、各種タービンの製造や、配管システム、ポンプ類、バルブ類なども取り扱っている。
2005年3月付けでインド国内の総発電量の65％相当の設備を提供しており、電力発電事業では73％の市場規模を持つに至る。インド政府により金賞を授与された27箇所の発電所のうち、23箇所が同社の設備を導入している。

## 主要生産施設
- ボーパール（マディヤ・プラデーシュ州）
- ハリドワール（Haridwar、ウッタラーカンド州）
- ルドラプル（en:Rudrapur、ウッタラーカンド州）
- ハイデラバード（アーンドラ・プラデーシュ州）
- ジャーンシー（Jhansi、ウッタル・プラデーシュ州）
- ジャグディーシュプル（en:Jagdishpur (Industrial Area)、ウッタル・プラデーシュ州）
- ティルッチラーッパッリ（タミル・ナードゥ州）
- ラーニーペート（en:Ranipet、タミル・ナードゥ州）
- バンガロール（カルナータカ州）
- ゴーインドヴァール（en:Goindval、パンジャーブ州）
- バーラト重板金船舶（ヴィシャーカパトナム）

これらの生産施設以外に、EPC契約に基づく電力セクターが4つ、ハイデラバードには研究施設が所在し、2つの重電機修理工場、ワーラーナシーとムンバイに電気機械修理工場がある。